# Wielkanoc

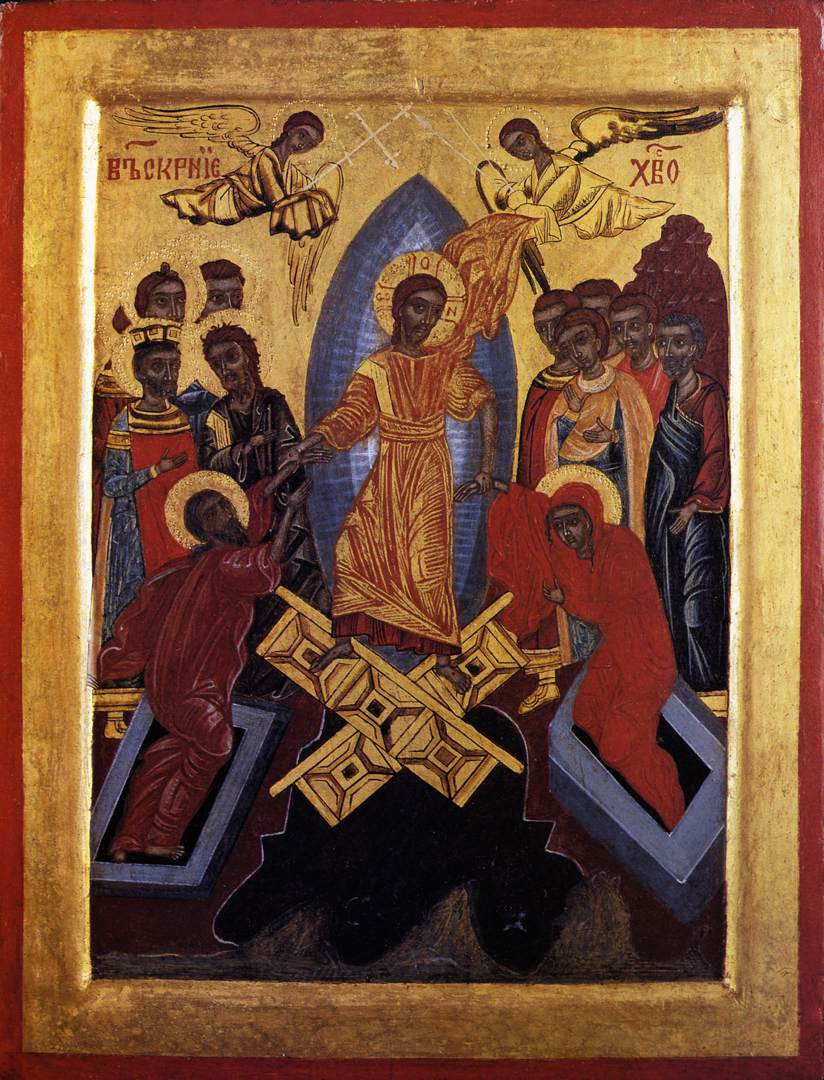
Ikona zmartwychwstania. Chrystus, mocą chwalebnego krzyża (złoty krzyż pod stopami), uwalnia z otchłani śmierci Adama i Ewę (po lewej i prawej stronie) – pierwszych rodziców, którzy weszli w śmierć przez grzech pierworodny. Bułgaria, XVII w.

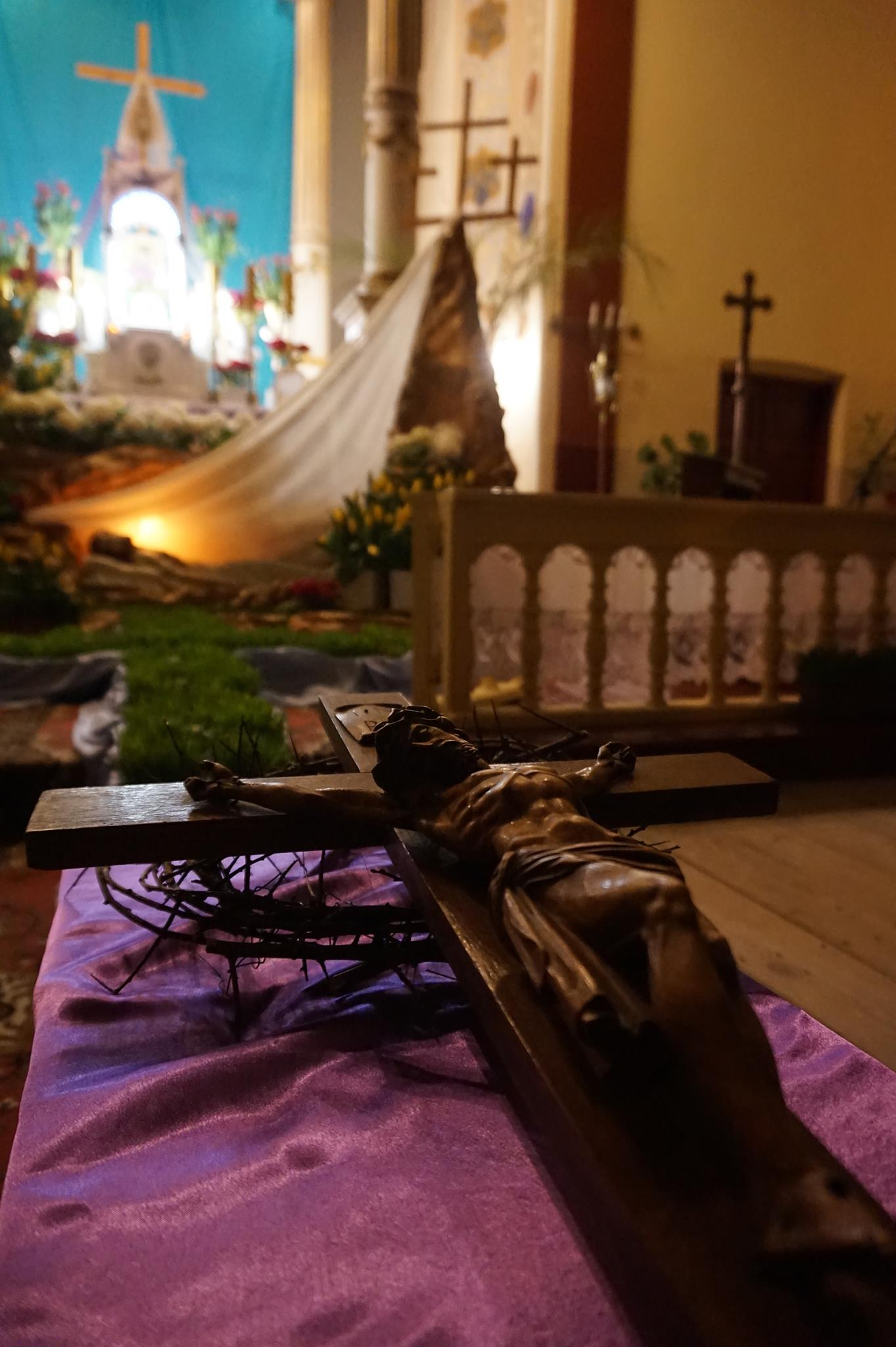
Krzyż wystawiony do adoracji w Wielki Piątek, a w tle Grób Pański w kościele mariawitów w Nowej Sobótce

Wielkanoc, Niedziela Wielkanocna, także: Wielka Niedziela, Zmartwychwstanie Pańskie, w prawosławiu: Pascha, mazow. Wielki Dzień – najstarsze i najważniejsze święto chrześcijańskie celebrujące misterium paschalne Jezusa Chrystusa: jego mękę, śmierć i zmartwychwstanie, obchodzone przez Kościoły chrześcijańskie zachowujące Nicejskie wyznanie wiary (325 r.). Kulminacyjny moment cyklu paschalnego. Rozwinęło się od święta obchodzonego w duchu i prawdzie (J 4,24) w ramach żydowskich obrzędów Pesach. Następnie, po oddzieleniu Kościoła od Synagogi, stało się prostym dorocznym świętem poprzedzonym jednym lub kilkoma dniami postu, sprawowanym jako całonocne czuwanie (Wigilia Paschalna), w czasie którego opowiadano historię zbawienia zwieńczoną w wydarzeniach paschalnych z udziałem Jezusa Chrystusa i składano eucharystyczną ofiarę prawdziwego Baranka (por. Orędzie paschalne) – Syna Bożego. A ostatecznie przybrało formę trzydniowego obchodu tzw. Triduum Paschalnego, poprzedzonego czterdziestodniowym okresem przygotowania (wielki post) i kontynuowanego radosną celebracją pięćdziesięciu dni okresu wielkanocnego aż do święta Zesłania Ducha Świętego.
Obrzędy Wigilii Paschalnej, Wielkiej Nocy par excellence, stanowiącej serce Niedzieli Zmartwychwstania Pańskiego, jak ukazują np. przepisy obrządku rzymskiego, rozpoczynają się w sobotę po zapadnięciu zmroku. „Nie wolno ich rozpocząć, zanim nie zapadnie noc, a należy je zakończyć przed świtem”. Niedziela Zmartwychwstania Pańskiego jest wspominana w ciągu roku liturgicznego poprzez świętowanie niedzieli. Jak się wyraził Jan Paweł II w liście Dies Domini, niedziela jest „paschą tygodnia, podczas której świętujemy zwycięstwo Chrystusa nad grzechem i śmiercią, dopełnienie w Nim dzieła pierwszego stworzenia i początek «nowego stworzenia» (por. 2 Kor 5, 17)”.

## Historia
Początkowo uczniowie Chrystusa świętowali Wielkanoc–Paschę w duchu i prawdzie (por. J 4,24) w ramach obrzędów żydowskich. Być może, gdy św. Łukasz stwierdził w Dziejach Apostolskich o Pawle i towarzyszących mu uczniach: „odpłynęliśmy z Filippi po Święcie Przaśników” (Dz 20,6), miał na myśli już odrębne święto chrześcijańskie. Współcześnie bibliści skłaniają się do stwierdzenia, że opisy wydarzeń paschalnych Jezusa zawarte w Ewangeliach, zarówno synoptycznych, jak i Janowej, np. opowiadanie o Ostatniej wieczerzy, o jego męce, śmierci i zmartwychwstaniu zostały przefiltrowane przez sito liturgii i praktyki sakramentalnej pierwotnego Kościoła apostolskiego, stanowiącej w jakimś stopniu odrębną, chrześcijańską celebracją Paschy, uobecnianą szczególnie w Eucharystii. Według Raniero Cantalamessy pewniejszym dowodem w Nowym Testamencie na celebrowanie niezależnej paschy chrześcijańskiej są dwa teksty 1 Kor 5,7–8 oraz Pierwszy List św. Piotra. Paweł Apostoł w liście do Koryntian pisał:

Wyrzućcie więc stary kwas, abyście się stali nowym ciastem, jako że przaśni jesteście. Chrystus bowiem został złożony w ofierze jako nasza Pascha. Tak przeto odprawiajmy święto nasze, nie przy użyciu starego kwasu, kwasu złości i przewrotności, lecz – przaśnego chleba czystości i prawdy (1 Kor 5,7-8 BT).

Wydaje się, że cały list Apostoła do Koryntian został napisany w związku ze świętem Paschy, a cytat ten jest świadectwem chrześcijańskiej hagady paschalnej. Również Pierwszy list Piotra zawiera w sobie wiele elementów paschalnej hagady. Znajdują się w nim takie typowe tematy paschalne jak baranek bez skazy (1 P 1,18), przepasane biodra (1,13), oraz opis ludu zrodzonego z paschy:

Wy zaś jesteście wybranym plemieniem, królewskim kapłaństwem, narodem świętym, ludem [Bogu] na własność przeznaczonym, abyście ogłaszali dzieła potęgi Tego, który was wezwał z ciemności do przedziwnego swojego światła. (1 P 2,9 BT)

Wezwanie z ciemności do światła było jednym z najpopularniejszych tematów paschy żydowskiej, opowiadania o Exodusie. Również wezwanie skierowane do chrześcijan, by byli ludźmi wolnymi, wydaje się być elementem hagady. Wolność, wyzwolenie jest typowym tematem żydowskiej katechezy na święto Pesach (por. Exodus Rabba 12,2). Piotr napisał:

Jak ludzie wolni [postępujcie], nie jak ci, dla których wolność jest usprawiedliwieniem zła, ale jak niewolnicy Boga (1 P 2,16 BT).

Oba teksty – 1 Kor 5,7–8 i Pierwszy list Piotra – świadczą, że narodzenie Paschy chrześcijańskiej liturgicznie sprawowanej oddzielnie od żydowskiej dokonało się, przynajmniej częściowo, już w okresie apostolskim.
Wielkanoc-Pascha do końca III w. była jedyną doroczną uroczystością chrześcijańską. Nawet Święto Zesłania Ducha Świętego, celebrowane na zakończenie okresu pięćdziesięciu dni po Passze, zostało wprowadzone pod koniec IV w. Jak zauważył Raniero Cantalamessa tajemnice, które później zostały rozdzielone na poszczególne święta w roku liturgicznym, w tym pierwszym okresie wszystkie zawierały się w celebracji Wielkiej Nocy, stanowiły jej treść. W tym czasie mistyczne kryterium koncentracji przeważało nad kryterium dystrybucji. Pascha-Wielkanoc zawierała w sobie całą historię zbawienia. Dopiero później to drugie kryterium zwyciężyło i każde wydarzenie z życia Chrystusa zaczęło być wspominane jedynie w dokładnym czasie jego rocznicy.
W II w. biskup Efezu Polikrates (ok. 130 – 196), reprezentując biskupów Azji mniejszej wszedł w spór z biskupem Rzymu Wiktorem na temat sposobu świętowania Wielkanocy. Kościół w Efezie, podobnie jak inne kościoły lokalne w Azji mniejszej, np. w Sardes (por. Homilia paschalna biskupa Melitona), kontynuował tradycję nadaną przez św. Jana Ewangelistę celebrowania świąt paschalnych niezależnie od dnia tygodnia, za to w ten sam dzień miesiąca księżycowego co Pesach Żydów, czyli 14 dnia miesiąca nisan, gdyż tego dnia umarł Chrystus (por. J 19,31). Kwadrodecymanie, jak ich nazywano od czternastego dnia (łac. quadrodecima), kładli nacisk na celebrację zbawczej śmierci Chrystusa. Rzym opowiedział się za tradycją aleksandryjską świętowania w niedzielę po passze żydowskiej, akcentującą bardziej Zmartwychwstanie. Spór załagodził Ireneusz z Lyonu, uczeń Polikarpa.
Za czasów Soboru nicejskiego I (325 r.) nie mówiono już o kwadrodecymanach i wydaje się, że nie było już kościołów, które by kontynuowały tę tradycję. Wszystkie świętowały w niedzielę. Istniał jednak inny problem, dotyczący sposobu wyznaczania daty Wielkanocy. W pierwszym okresie po prostu ustalano czas świętowania posługując się wynikami obliczeń astronomicznych, których dokonywali Żydzi dla wyznaczenia daty Pesach. Na przełomie II/III w. Żydzi przyjęli nowy, wadliwy sposób obliczania. Sprawiał on, że nie respektowano zasady, według której Pesach powinno przypadać w pierwszą pełnię księżyca po wiosennym zrównaniu dnia z nocą. Stąd zdarzało się, że w ciągu jednego roku słonecznego wypadały dwie Wielkanoce, a następnego roku nie było żadnej. W tej sytuacji niektóre kościoły lokalne, zwłaszcza w Aleksandrii, zaczęły prowadzić własne obliczenia. Stąd zrodził się rozsławiony przez Atanazego gatunek epistolarny, tzw. listy świąteczne, w których zawiadamiał on swych sufraganów o dacie najbliższej Wielkanocy. Chodziło o to, by na terenie jednej prowincji kościelnej obchodzono ją w tym samym czasie. Obliczenia te zaczęło stosować wiele kościołów, także Rzym. Natomiast kościoły na wschód od Antiochii trwały przy obliczeniach żydowskich. Ten rozdział nie podobał się Konstantynowi, który widział w tym przeszkodę dla jedności cesarstwa. Stąd, jak podają ówcześni historycy, wielki i pobożny cesarz Konstantyn zaprowadził pokój wśród ludu chrześcijańskiego i zdopingował Sobór nicejski, aby wydał odpowiednie rozporządzenia, zobowiązujące wszystkie kościoły lokalne do przyjęcia chrześcijańskiego sposobu wyznaczania Wielkanocy. Dekret zachował się u Teodoreta z Cyru w jego Historii kościelnej, I,9,12. Zgoda co do daty Wielkanocy panowała do 1582 r., kiedy patriarcha Konstantynopola Jeremiasz II, w imię wierności postanowieniom Soboru nicejskiego I, odrzucił reformę kalendarza dokonaną pod patronatem papieża Grzegorza XIII.

## Znaczenie teologiczne
Według nauczania prawosławnego patriarchy Konstantynopola Bartłomieja tajemnica Wielkanocy nierozdzielnie związana jest z tajemnicą Wielkiego Piątku. Cały Kościół najpierw umiera, ukrzyżowany jest z Chrystusem, aby z nim zmartwychwstać. Prawosławie celebruje Paschę (Wielkanoc) w ciągłości z Kościołem pierwszych wieków i jest ona w centrum jego wiary i kultu. Wokół zwycięstwa Chrystusa nad śmiercią, skupia się cała liturgia i cała teologia prawosławna. Zwycięstwo Chrystusa rozumiane jest jako duchowo urzeczywistniające się w każdym pokoleniu:

Tak, Chrystus zmartwychwstały powoduje, że i my powstajemy z martwych, gdyż On nosi w sobie pełne człowieczeństwo, On, Niepodzielny, czyste istnienie w komunii. „Wczoraj byłem ukrzyżowany z Chrystusem”, głoszą jutrznie paschalne, „dziś z Nim jestem wyniesiony do chwały. Wczoraj byłem umarły z Nim, dziś łączę się z Jego Zmartwychwstaniem; wczoraj z Nim byłem pogrzebany, dziś wraz z Nim budzę się ze snu śmierci”. Śmierć biologiczna i wszystkie śmierci cząstkowe, które ją poprzedzają i tragicznie wytyczają nasze losy, od tej pory stają się już tylko przejściami, „paschami” w dosłownym znaczeniu tego słowa, przejściami, poprzez które zmartwychwstanie ogarnia nas na miarę naszej wiary, ponieważ śmierć duchowa, która je otacza, i którą one symbolizują, zostaje od tej pory unicestwiona.

## Obchody Wielkanocy w Kościele rzymskokatolickim
Poprzedzający Wielkanoc tydzień, stanowiący okres wspominania najważniejszych dla wiary chrześcijańskiej wydarzeń, nazywany jest Wielkim Tygodniem. Ostatnie trzy doby tego tygodnia: Wielki Czwartek (wieczór), Wielki Piątek, Wielka Sobota i Niedziela Zmartwychwstania znane są jako Triduum Paschalne (Triduum Paschale).
Niedziela wielkanocna rozpoczyna się już w sobotę po zapadnięciu zmroku. Rozpoczyna ją Wigilia Paschalna, podczas której zapala się paschał – wielką woskową świecę, która symbolizuje zmartwychwstałego Chrystusa. Jest to również ostatni dzień Triduum Paschalnego, liczonego według kalendarza żydowskiego od wieczoru Wielkiego Czwartku do wieczornych nieszporów w Niedzielę. Świętowanie Wielkanocy rozciąga się na kolejne osiem dni – oktawę wielkanocną, a szerzej – na cały Okres wielkanocny, trwający 50 dni, a którego zakończeniem jest dzień pięćdziesiątnicy – Niedziela Zesłania Ducha Świętego. W 40. dniu (czwartek) obchodzona jest uroczystość Wniebowstąpienia Pana Jezusa. W tym okresie używa się w liturgii białego koloru szat liturgicznych.

## Obchody Wielkanocy w Kościołach mariawickich
Mariawici swoją liturgię Triuduum Paschalnego i świąt Wielkiej Nocy wywodzą z liturgii katolickiej usystematyzowanej na Soborze Trydenckim, zmodyfikowaną w latach 20. i 30. XX wieku przez arcybiskupa Jana Marię Michała Kowalskiego. Świętowanie jest poprzedzone Przedpościem i czterdziestodniowym Wielkim Postem, który kończy się Wielkim Tygodniem.
Triduum Paschalne to czas żarliwej modlitwy, rozważania Męki Pańskiej oraz nieprzerwalnie trwającej od czwartku do rezurekcji adoracji Przenajświętszego Sakramentu.
W Wielki Czwartek mariawici uroczyście obchodzą pamiątkę ustanowienia sakramentu Eucharystii, po Mszy Świętej Przenajświętszy Sakrament przenoszony jest do ciemnicy. W Wielki Piątek nie sprawuje się ofiary Mszy Świętej, a wierni nie przystępują do Komunii, jest to bowiem dzień żałoby. Przy bocznym ołtarzu sprawowana jest Msza Prekonsekracyjna, czyli Liturgia Uprzednio Poświęconych Darów. Na koniec nabożeństwa Przenajświętszy Sakrament, okryty tiulem, przenoszony jest do grobu Pańskiego, który zawsze urządzany jest w głównym ołtarzu. W Wielką Sobotę wierni poświęcają pokarmy oraz odbywa się poświęcenie ognia, paschału i wody, śpiewane jest Orędzie Wielkanocne, odprawiana jest uroczysta Msza Święta, podczas której śpiewa się radosne Alleluja.
W niedzielę rano przed wschodem słońca, celebrans ubrany w białą kapę przychodzi wraz z ministrantami do grobu Pańskiego, poświęca go i intonuje antyfonę „Chwała Tobie Trójco”. Następnie chór śpiewa psalm 116 i 3, po czym kapłan odmawia modlitwę o Zmartwychwstaniu Jezusa, śpiewa „Przez twe święte zmartwychwstanie” i intonuje pieśń: „Wesoły nam dzień dziś nastał”. Z kościoła wychodzi procesja z Przenajświętszym Sakramentem, która trzykrotnie go okrąża. Na jej przodzie idzie paschał, krzyż z czerwoną stułą oraz figura Chrystusa Zmartwychwstałego. W czasie procesji kilka osób zostaje w kościele i rozbiera grób Pański tak, aby wierni wracający z procesji nie zastali w świątyni grobu.
Po procesji kapłan ukazuje wiernym krzyż z zawieszoną czerwoną stułą i uklęknąwszy na najwyższym stopniu ołtarza trzykrotnie śpiewa: „Zmartwychwstał Pan z grobu”, na co lud odpowiada: „Który za nas był przybity do drzewa krzyża. Alleluja”. Potem śpiewana jest jutrznia wielkanocna. Na koniec jutrzni śpiewany jest hymn „Ciebie Boga chwalimy” oraz antyfona Maryjna „Królowo Niebios wesel się”. Następnie odprawia się uroczysta Msza Święta z sekwencją „Hostię Świętą Paschy dziwnej”. Na koniec Mszy Świętej kapłan śpiewa: „Błogosławmy Panu. Alleluja. Alleluja.”, na co wierni odpowiadają: „Bogu dzięki, Alleluja, Alleluja”.
Po rezurekcji wierni spożywają w domach śniadanie wielkanocne, dzielą się poświęconym jajkiem i składają sobie życzenia. Podobny zwyczaj, nazywany „jajeczkiem” istnieje w wielu parafiach, gdzie wierni wspólnie zasiadają do stołu, dzieląc się poświęconymi pokarmami.
Mariawici obchodzą trzy dni świąt wielkanocnych. W Poniedziałek Wielkanocny wspominają Jezusa w drodze do Emaus, a we Wtorek Wielkanocny ukazanie się Jezusa Zmartwychwstałego Apostołom. Przez cały tydzień trwa Oktawa Wielkiej Nocy, która kończy się w Niedzielę Przewodnią. Od I Niedzieli po Wielkanocy praktykuje się w kościołach pokropienie wielkanocne oraz procesje wokół kościoła. Okres Wielkanocny trwa 50 dni, do uroczystości Zesłania Ducha Świętego.
W Kościele Katolickim Mariawitów zrezygnowano ze wszelkich ceremonii wielkotygodniowych, dodatkowych obrzędów, poświęceń, ubierania ciemnicy i grobu Pańskiego na rzecz sprawowania uroczystych Mszy Świętych w Triduum Paschalnym połączonych z adoracją Przenajświętszego Sakramentu.

## Obchody Wielkanocy w prawosławiu i w Kościołach wschodnich
W Kościołach Prawosławnych oraz Katolickich Kościołach obrządku wschodniego, Wielkanoc określana jest mianem Paschy, Zmartwychwstania Chrystusowego, ale też Zmartwychwstaniem Pańskim lub Paschą Chrystusową.

### Obchody
W Kościele prawosławnym i katolickich Kościołach wschodnich w nocy, z Wielkiej Soboty na Niedzielę wielkanocną, odprawiana jest uroczysta Jutrznia paschalna.
Po trzykrotnym okrążeniu cerkwi przez duchowieństwo i wiernych, kapłan uderza trzykrotnie krzyżem w drzwi cerkwi – symbolizuje to odwalenie kamienia od grobu zmartwychwstałego Chrystusa. Kapłan, ubrany w odświętne szaty liturgiczne koloru białego, intonuje trzykrotnie Orędzie Paschalne (Exsultet), wielkanocny troparion „Chrystus powstał z martwych, śmiercią podeptał śmierć, i będącym w grobach życie dał” (cs. „Christos woskresie iz miertwych, smertiju smiert popraw’, i suszczim wo grobiech żiwot darowaw”). Procesja wchodzi do środka, gdzie śpiewa się wielkanocną antyfonę: „Zmartwychwstanie Twoje, Chryste Zbawicielu, aniołowie opiewają na niebiosach, i dozwól także nam czystym sercem Ciebie sławić”.
Potem kapłan śpiewa na przemian z wiernymi, przeplatany stichami troparion paschalny. Następnie diakon śpiewa Wielką Ektenię, po której rozbrzmiewa radosny śpiew hymnu – Kanonu paschalnego autorstwa św. Jana z Damaszku. Po każdej strofie (irmosie) hymnu diakon śpiewa małą ektenię. Okadza się także ikonostas, cerkiew i wiernych; w trakcie śpiewu kapłan wielokrotnie wychodzi przed ikonostas (co symbolizuje ukazywanie się Zmartwychwstałego Pana uczniom) i, okadzając wiernych i świątynię, wznosi okrzyk „Chrystus zmartwychwstał!” (cs. „Christos woskresie”), na co wierni odpowiadają zawołaniem „Prawdziwie zmartwychwstał!” (cs. „Woistinu woskresie”).
Następnie śpiewane są trzy końcowe psalmy z psałterza, a po nich tzw. stichiry Paschy – hymny opiewające cud Zmartwychwstania, po których kapłan odczytuje wielkanocną homilię autorstwa św. Jana Chryzostoma (Złotoustego).
Dalej następuje ektenia błagania i prositelnaja ektenia. Jutrznia kończy się uroczystym rozesłaniem wiernych i trzykrotnym śpiewem troparionu paschalnego, który de facto rozpoczyna już św. Liturgię.
Bardzo uroczysta Boska liturgia sprawowana jest według tekstu św. Jana Chryzostoma. W czasie liturgii Ewangelia – pierwszy rozdział ze świętego Jana – śpiewana jest w wielu językach (najczęściej w greckim, cerkiewnosłowiańskim i łacińskim) na znak uniwersalnego i kosmicznego triumfu wiary. Podczas liturgii nieustannie śpiewany jest troparion paschalny: „Chrystus powstał z martwych...”. Po liturgii kapłan święci artos – chleb, przeznaczony do rozdania wiernym.

### Tydzień paschalny
W czasie tygodnia paschalnego (który kończy się Niedzielą Świętego Tomasza) królewskie wrota ikonostasu są cały czas otwarte, na znak odwalonego kamienia od grobu Chrystusa. W tym czasie codziennie sprawuje się uroczystą jutrznię i św. Liturgię, podobnie jak w sam Dzień Zmartwychwstania. W sobotę tygodnia paschalnego po porannej Liturgii wiernym rozdawany jest poświęcony w paschalną noc chleb – artos. Po południu sprawowane jest nabożeństwo całonocnego czuwania (cs. Wsienocznoje Bdienije), podczas którego zamykane są (pierwszy raz od paschalnej nocy) carskie wrota ikonostasu.
Przez cały okres paschalny wierni witając się, wypowiadają paschalne pozdrowienie: „Chrystus zmartwychwstał!” – „Prawdziwie zmartwychwstał!”, a każde nabożeństwo jest kończone uroczystą paschalną procesją wokół cerkwi.

## Obchody Wielkanocy w Kościołach protestanckich
Wierni Kościołów wyrastających z nurtu reformacji spotykają się na uroczystych nabożeństwach, aby cieszyć się z pamiątki zmartwychwstania Jezusa, aby wspólnie wielbić Boga, czytać i rozważać jego słowo zapisane w Piśmie Świętym. Dzień ten jest dniem radości i śpiewu, w zależności od Kościoła różnie celebrowany, jednak wszędzie mający radosny i podniosły charakter.

## Wyznaczanie daty Wielkanocy
Podczas soboru nicejskiego w 325 roku ustalono, że będzie się ją obchodzić w pierwszą niedzielę po pierwszej wiosennej pełni Księżyca. Ta skomplikowana zasada jest w istocie przełożeniem na solarny w swej naturze kalendarz juliański konkretnej daty 14 nisan z religijnego kalendarza hebrajskiego, który jest kalendarzem lunarno-solarnym. Data 14 nisan wyznacza w kalendarzu hebrajskim początek święta Paschy, wokół którego działy się wydarzenia zbawcze. Wielkanoc jest więc świętem ruchomym: może wypaść najwcześniej 22 marca, zaś najpóźniej 25 kwietnia. Z datą Wielkanocy powiązany jest termin większości ruchomych świąt ogólnochrześcijańskich i katolickich, m.in.: Środa Popielcowa, wielki post, Triduum Paschalne, Wniebowstąpienie Pańskie, Zesłanie Ducha Świętego, Boże Ciało i inne. Po wprowadzeniu kalendarza gregoriańskiego znów pojawiły się odmienności: w prawosławiu Wielkanoc obchodzi się bowiem zgodnie z kalendarzem juliańskim.
Pius X próbował ustalić stałą datę Wielkanocy. W 1913 r. został rozesłany do biskupów stosowny kwestionariusz. Większość odpowiedzi była przychylna proponowanej zmianie, jednak 9 grudnia tego samego roku projekt oprotestowała Kongregacja Rytów, argumentując, że groziłoby to „naturalizacją wielkiego wydarzenia, jakim było Zmartwychwstanie Chrystusa”.
Niektóre środowiska chrześcijańskie postulują ustanowienie Wielkanocy, jako święta niezależnego od faz księżyca. Między innymi proponuje się obchodzenie Wielkanocy zawsze w drugą niedzielę kwietnia, czyli od 8 do 14. Inna opcja to propozycja utrzymywania siedmiu niedziel pomiędzy Świętem Trzech Króli a Środą Popielcową. Daje ona również termin od 8 do 14 kwietnia w roku zwykłym, a w przestępnym od 7 do 13.
Sobór watykański II w konstytucji o liturgii świętej Sacrosanctum concilium dopuszcza zmianę kalendarza i daty Wielkanocy pod warunkiem, że będzie to posunięcie ekumeniczne:

Sobór święty nie sprzeciwia się temu, aby uroczystość Paschy została wyznaczona na określoną niedzielę w kalendarzu gregoriańskim, jeśli zgodzą się na to wszyscy zainteresowani, zwłaszcza bracia odłączeni od wspólnoty ze Stolicą Apostolską.

Realizując soborowy postulat Franciszek na zorganizowanym 7 lipca 2018 w Bari ekumenicznym spotkaniu patriarchów podjął m.in. temat wspólnych obchodów święta Wielkanocy.
Własny sposób ustalania daty Wielkanocy stosowano we wczesnym średniowieczu w Kościele iroszkockim i Kościele starobrytyjskim.

### Wyznaczanie daty Wielkanocy w danym roku
| Rok  | Zachód (w tym Polska) | Wschód      |
| ---- | --------------------- | ----------- |
| 1980 | 6 kwietnia            | 6 kwietnia  |
| 1981 | 19 kwietnia           | 26 kwietnia |
| 1982 | 11 kwietnia           | 18 kwietnia |
| 1983 | 3 kwietnia            | 8 maja      |
| 1984 | 22 kwietnia           | 22 kwietnia |
| 1985 | 7 kwietnia            | 14 kwietnia |
| 1986 | 30 marca              | 4 maja      |
| 1987 | 19 kwietnia           | 19 kwietnia |
| 1988 | 3 kwietnia            | 10 kwietnia |
| 1989 | 26 marca              | 30 kwietnia |
| 1990 | 15 kwietnia           | 15 kwietnia |
| 1991 | 31 marca              | 7 kwietnia  |
| 1992 | 19 kwietnia           | 26 kwietnia |
| 1993 | 11 kwietnia           | 18 kwietnia |
| 1994 | 3 kwietnia            | 1 maja      |
| 1995 | 16 kwietnia           | 23 kwietnia |
| 1996 | 7 kwietnia            | 14 kwietnia |
| 1997 | 30 marca              | 27 kwietnia |
| 1998 | 12 kwietnia           | 19 kwietnia |
| 1999 | 4 kwietnia            | 11 kwietnia |
| 2000 | 23 kwietnia           | 30 kwietnia |
| 2001 | 15 kwietnia           | 15 kwietnia |
| 2002 | 31 marca              | 5 maja      |
| 2003 | 20 kwietnia           | 27 kwietnia |
| 2004 | 11 kwietnia           | 11 kwietnia |
| 2005 | 27 marca              | 1 maja      |
| 2006 | 16 kwietnia           | 23 kwietnia |
| 2007 | 8 kwietnia            | 8 kwietnia  |
| 2008 | 23 marca              | 27 kwietnia |
| 2009 | 12 kwietnia           | 19 kwietnia |
| 2010 | 4 kwietnia            | 4 kwietnia  |
| 2011 | 24 kwietnia           | 24 kwietnia |
| 2012 | 8 kwietnia            | 15 kwietnia |
| 2013 | 31 marca              | 5 maja      |
| 2014 | 20 kwietnia           | 20 kwietnia |
| 2015 | 5 kwietnia            | 12 kwietnia |
| 2016 | 27 marca              | 1 maja      |
| 2017 | 16 kwietnia           | 16 kwietnia |
| 2018 | 1 kwietnia            | 8 kwietnia  |
| 2019 | 21 kwietnia           | 28 kwietnia |
| 2020 | 12 kwietnia           | 19 kwietnia |
| 2021 | 4 kwietnia            | 2 maja      |
| 2022 | 17 kwietnia           | 24 kwietnia |
| 2023 | 9 kwietnia            | 16 kwietnia |
| 2024 | 31 marca              | 5 maja      |
| 2025 | 20 kwietnia           | 20 kwietnia |
| 2026 | 5 kwietnia            | 12 kwietnia |
| 2027 | 28 marca              | 2 maja      |
| 2028 | 16 kwietnia           | 16 kwietnia |

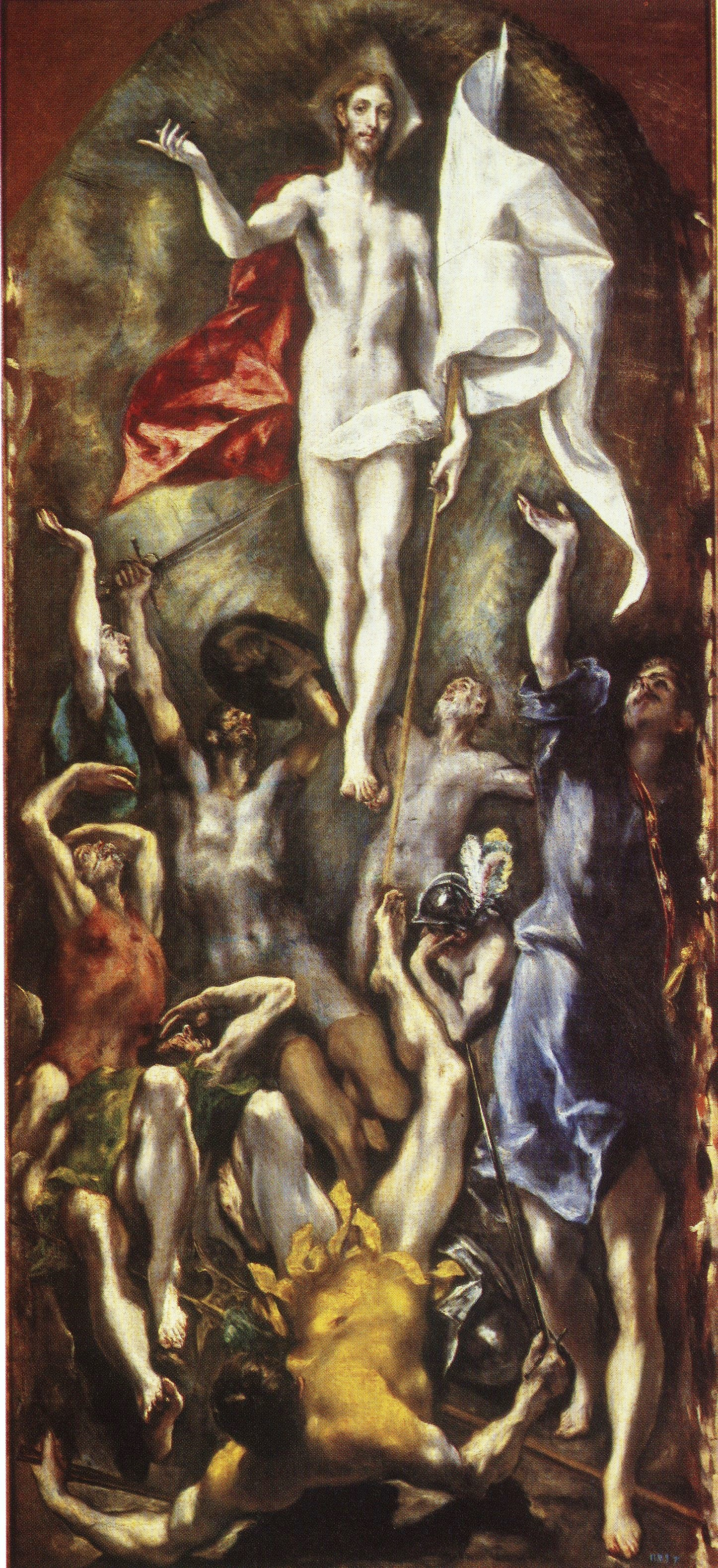
El Greco – Zmartwychwstanie Jezusa

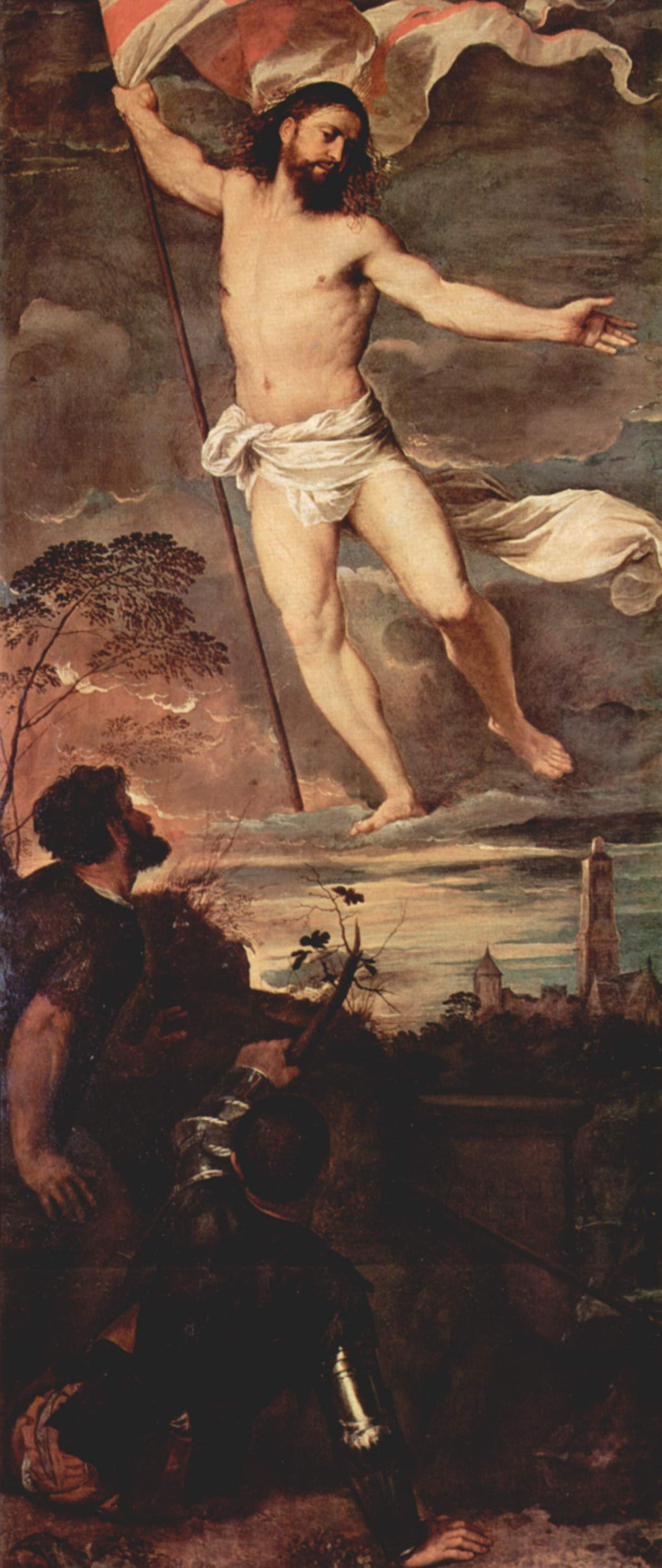
Zmartwychwstanie Jezusa, Tycjan 1520–1522

W kościołach zachodnich Wielkanoc przypada w pierwszą niedzielę po pierwszej wiosennej pełni Księżyca (tzw. paschalna pełnia Księżyca), przypadającej po 21 marca. Oznacza to, że Wielkanoc wypada pomiędzy 22 marca a 25 kwietnia (włącznie). Daty kościelnej pełni Księżyca zostały wyznaczone i stabelaryzowane w czasie Soboru Nicejskiego w 325 roku n.e. Tym samym kościelna pełnia Księżyca różni się od astronomicznej, wyliczanej dzisiaj według obserwacji.

#### Metoda Gaussa

##### Dla kalendarza gregoriańskiego
Sposób obliczenia tej daty został podany przez niemieckiego matematyka C.F. Gaussa.
Do obliczeń potrzebne są dwie liczby A i B. Ich wartości odczytujemy z poniższej tabeli:
| Lata      | A  | B | Wyjątki (rok) | Wyjątki (rok) |
| Lata      | A  | B | I rodzaju     | II rodzaju    |
| --------- | -- | - | ------------- | ------------- |
| 33–1582   | 15 | 6 | brak          | brak          |
| 1583–1699 | 22 | 2 | 1609          | brak          |
| 1700–1799 | 23 | 3 | brak          | brak          |
| 1800–1899 | 23 | 4 | brak          | brak          |
| 1900–2099 | 24 | 5 | 1981, 2076    | 1954, 2049    |
| 2100–2199 | 24 | 6 | 2133          | 2106          |
| 2200–2299 | 25 | 0 | 2201, 2296    | brak          |
| 2300–2399 | 26 | 1 | brak          | brak          |
| 2400–2499 | 25 | 1 | 2448          | brak          |
| 2500–2599 | 26 | 2 | brak          | brak          |
| 2600–2699 | 27 | 3 | 2668          | brak          |
| 2700–2899 | 27 | 4 | 2725, 2820    | brak          |
| 2900–2999 | 28 | 5 | brak          | brak          |

Należy pamiętać, że do 1582 roku obowiązywał kalendarz juliański. Wartości A i B w innych latach dotyczą więc wyłącznie kalendarza gregoriańskiego.
Następnie należy wykonać 6 kroków:
1. Dzielimy liczbę roku przez 19 i znajdujemy resztę a.
2. Dzielimy liczbę roku przez 4 i znajdujemy resztę b.
3. Dzielimy liczbę roku przez 7 i znajdujemy resztę c.
4. Resztę a mnożymy przez 19, do iloczynu dodajemy liczbę A, sumę dzielimy przez 30 i znajdujemy resztę d.
5. Dzielimy sumę iloczynów 2b + 4c + 6d + B przez 7 i znajdujemy resztę e.
6. Sumę reszt d + e dodajemy do daty 22 marca i otrzymujemy datę Wielkanocy.

Jeżeli data wypadnie powyżej 31 marca, należy ją przeliczyć na odpowiedni dzień kwietnia. Można też sprawdzić, czy d + e < 10. Jeśli tak, to Wielkanoc jest (d + e + 22) marca. Jeśli nie, to (d + e – 9) kwietnia.
Od powyższej reguły istnieją wyjątki:
- Wyjątek pierwszego rodzaju zachodzi, gdy d = 29 oraz e = 6, czyli Wielkanoc miałaby przypaść na dzień 26 kwietnia. Wtedy zawsze obchodzi się ją tydzień wcześniej, tzn. 19 kwietnia. Wypadek ten zaszedł w latach 1609 i 1981.
- Wyjątek drugiego rodzaju zachodzi wtedy, gdy d = 28 oraz e = 6 i dzielenie 11A + 11 przez 30 daje resztę mniejszą od 19 (lub po prostu a > 10). Wówczas według powyższego algorytmu Wielkanoc w 1954 roku miała przypaść 25 kwietnia, a obchodzona była 18 kwietnia; ten drugi wyjątek – jak pisał Gauss w 1807 r. – „dotychczas nie zaszedł i po raz pierwszy nastąpi dopiero w roku 1954”.

Jak można było zauważyć, lata, w których występują dane wyjątki do roku 2999 podane są w powyższej tabeli współczynników A i B dla określonych przedziałów czasowych.
Przykładowo wyznaczymy datę Wielkanocy w roku 2008.
- 2008 : 19 = 105 i reszta 13. a = 13.
- 2008 : 4 = 502 i reszta 0. b = 0.
- 2008 : 7 = 286 i reszta 6. c = 6.
- (19 × a + A): 30 → (19 × 13 + 24): 30 = 271 : 30 = 9 i reszta 1. d = 1.
- (2 × b + 4 × c + 6 × d + B): 7 → (2 × 0 + 4 × 6 + 6 × 1 + 5): 7 → 35 : 7 = 5 i reszta 0.
- d + e + 22 → 1 + 0 + 22 = 23, to znaczy, że 23 marca – to data Wielkanocy w 2008 roku, według kalendarza gregoriańskiego.

##### Dla kalendarza juliańskiego
Jeśli chodzi o kalendarz juliański, to wystarczy zawsze brać za A 15, a za B 6.
Przykład dla 1928 roku:
- 1928 : 19 = 101 i reszta 9. a = 9.
- 1928 : 4 = 482 i reszta 0. b = 0.
- 1928 : 7 = 275 i reszta 3. c = 3.
- (19 × a + A): 30 → (19 × 9 + 15): 30 = 186 : 30 = 6 i reszta 6. d = 6.
- (2 × b + 4 × c + 6 × d + B): 7 → (2 × 0 + 4 × 3 + 6 × 6 + 6): 7 = 54 : 7 = i reszta 5. e = 5.
- d + e + 22 = 6 + 5 + 22 = 33.

Wielkanoc w roku 1928 według kalendarza juliańskiego wypadała więc na 33. dzień licząc od 1 marca, czyli 2 kwietnia.

#### Metoda Meeusa/Jonesa/Butchera

##### Dla kalendarza gregoriańskiego
Ten sposób został przedstawiony przez Jeana Meeusa w jego książce Astronomical Algorithms w 1991 roku. Może być uznany za lepszy od tego poprzedniego, ponieważ nie wymaga żadnych cyfr dla określonego zakresu czasu i nie ma od niego wyjątków. Wystarczy podać dowolny rok.
I tak:
1. Dzielimy liczbę roku na 19 i wyznaczamy resztę a.
2. Dzielimy liczbę roku przez 100, wynik zaokrąglamy w dół (odcinamy część ułamkową) i otrzymujemy liczbę b.
3. Dzielimy liczbę roku przez 100 i otrzymujemy resztę c.
4. Liczymy: b: 4 i wynik zaokrąglamy w dół i otrzymujemy liczbę d.
5. Liczymy: b: 4 i wyznaczamy resztę e.
6. Liczymy: (b + 8): 25 i wynik zaokrąglamy w dół i otrzymujemy liczbę f.
7. Liczymy: (b – f + 1): 3 i wynik zaokrąglamy w dół i otrzymujemy liczbę g.
8. Liczymy: (19 × a + b – d – g + 15): 30 i wyznaczamy resztę h.
9. Liczymy: c: 4 i wynik zaokrąglamy w dół i otrzymujemy cyfrę i.
10. Liczymy: c: 4 i wyznaczamy resztę k.
11. Liczymy: (32 + 2 × e + 2 × i – h – k): 7 i otrzymujemy resztę l.
12. Liczymy: (a + 11 × h + 22 × l): 451 i wynik zaokrąglamy w dół i otrzymujemy liczbę m.
13. Liczymy: (h + l – 7 × m + 114): 31 i otrzymujemy resztę p.
14. Dzień Wielkanocy = p + 1.
15. Miesiąc = Zaokrąglenie w dół dzielenia (h + l – 7 × m + 114) przez 31.

Przykład dla roku 2012:
- 2012 : 19 = 105 i reszta 17. a = 17.
- 2012 : 100 = 20,12, w zaokrągleniu w dół 20. b = 20.
- 2012 : 100 = 20 i reszta 12. c = 12.
- b: 4 → 20 : 4 = 5, w zaokrągleniu w dół również 5. d = 5.
- b: 4 → 20 : 4 = 5 i reszta 0. e = 0.
- (b + 8): 25 → (20 + 8): 25 = 28 : 25 = 1,12, w zaokrągleniu w dół 1. f = 1.
- (b – f + 1): 3 → (20 – 1 + 1): 3 = 20 : 3 = 6,(6), w zaokrągleniu w dół 6. g = 6.
- (19 × a + b – d – g + 15): 30 → (19 × 17 + 20 – 5 – 6 + 15): 30 = 347 : 30 = 11 i reszta 17. h = 17.
- c: 4 → 12 : 4 = 3, w zaokrągleniu w dół 3. i = 3.
- c: 4 → 12 : 4 = 3 i reszta 0. k = 0.
- (32 + 2 × e + 2 × i – h – k): 7 → (32 + 2 × 0 + 2 × 3 – 17 – 0): 7 = 21 : 7 = 3 i reszta 0. l = 0.
- (a + 11 × h + 22 × l): 451 → (17 + 11 × 17 + 22 × 0): 451 = 204 : 451 = 0,(4523281596), w zaokrągleniu w dół 0. m = 0.
- (h + l – 7 × m + 114): 31 → (17 + 0 – 7 × 0 + 114): 31 = 131 : 31 = 4 i reszta 7. p = 7.
- Dzień to p + 1 → 7 + 1 = 8. Wielkanoc wypada więc ósmego.
- Miesiąc to (h + l – 7 × m + 114): 31 → (17 + 0 – 7 × 0 + 114): 31 = 131 : 31 = 4,(225806451612903), w zaokrągleniu w dół 4. Wielkanoc jest więc w kwietniu.

Wielkanoc w 2012 roku wypada więc 8 kwietnia (według kalendarza gregoriańskiego).

##### Dla kalendarza juliańskiego
Jean Meeus w swojej książce Astronomical Algorithms prezentuje także odpowiedni algorytm dla kalendarza juliańskiego.
Tak więc:
1. Dzielimy liczbę roku przez 4 i otrzymujemy resztę a.
2. Dzielimy liczbę roku przez 7 i otrzymujemy resztę b.
3. Dzielimy liczbę roku przez 19 i otrzymujemy resztę c.
4. Dzielimy (19 × c + 15) przez 30 i otrzymujemy resztę d.
5. Dzielimy (2 × a + 4 × b – d + 34) przez 7 i otrzymujemy resztę e.
6. Miesiąc = zaokrąglenie w dół (d + e + 114): 31.
7. Dzień = reszta z dzielenia (d + e + 114) przez 31 plus 1.

Przykład dla roku 2012:
- 2012 : 4 = 503 i reszta 0. a = 0.
- 2012 : 7 = 287 i reszta 3. b = 3.
- 2012 : 19 = 105 i reszta 17. c = 17.
- (19 × c + 15): 30 → (19 × 17 + 15): 30 = 338 : 30 = 11 i reszta 8. d = 8.
- (2 × a + 4 × b – d + 34): 7 → (2 × 0 + 4 × 3 – 8 + 34): 7 = 38 : 7 = 5 i reszta 3. e = 3.
- Miesiąc to (d + e + 114): 31 → (8 + 3 + 114): 31 = 125 : 31 = 4,(032258064516129), w zaokrągleniu w dół 4. Wielkanoc wypada więc w kwietniu.
- Dzień to reszta z (d + e + 114): 31 plus 1 → (8 + 3 + 114): 31 plus 1 → 125 : 31 plus 1 → 4 i reszta 1 plus 1 → 1 + 1 = 2. Wielkanoc jest więc drugiego.

Wielkanoc w roku 2012 według kalendarza juliańskiego wypada więc 2 kwietnia.

#### Konwersja dat z kalendarza juliańskiego do gregoriańskiego
W przypadku okresu od 29 lutego 1900 do 28 lutego 2100 kalendarza juliańskiego do daty Wielkanocy należy dodać 13 dni. Otrzymujemy w ten sposób daty Wielkanocy dla kościoła prawosławnego według kalendarza gregoriańskiego:
| Rok  | Kalendarz juliański |   | Kalendarz gregoriański |
| ---- | ------------------- | - | ---------------------- |
| 2012 | 2 kwietnia          | = | 15 kwietnia            |
| 2013 | 22 kwietnia         | = | 5 maja                 |
| 2014 | 7 kwietnia          | = | 20 kwietnia            |
| 2015 | 30 marca            | = | 12 kwietnia            |
| 2016 | 18 kwietnia         | = | 1 maja                 |

I tak na przykład w 2015 roku Wielkanoc wypada 5 kwietnia w kościołach zachodnich według kalendarza gregoriańskiego oraz 30 marca w kościołach wschodnich według kalendarza juliańskiego, co odpowiada 12 kwietnia według kalendarza gregoriańskiego. Przykładowe różnice dni dla szerszego zakresu lat w okresie Wielkanocy są następujące:
| Lata      | Różnica |
| --------- | ------- |
| 1500–1699 | 10 dni  |
| 1700–1799 | 11 dni  |
| 1800–1899 | 12 dni  |
| 1900–2099 | 13 dni  |
| 2100–2199 | 14 dni  |

## Wielkanocne zwyczaje ludowe
Z obchodami świąt wielkanocnych związanych jest wiele zwyczajów ludowych (z których część wywodzi się ze starosłowiańskiego święta Jarego): pisanki, święconka, śmigus-dyngus, dziady śmigustne, Rękawka, Emaus, walatka, z kurkiem po dyngusie, Siuda Baba, wieszanie Judasza, pogrzeb żuru i śledzia, pucheroki, przywołówki, kołatanie (terkotanie), tarabanienie, palma wielkanocna, Jezusek Palmowy.

## Polska tradycja
Do XVIII wieku msze rezurekcyjne odprawiane były o północy, potem świętowano rezurekcję rano (resurrectio łac. oznacza zmartwychwstanie). Do dziś w wielu parafiach msze rezurekcyjne są odprawiane o poranku. Zapowiada ją uroczyste bicie w dzwony, głoszące, że Chrystus zmartwychwstał. Dawniej słychać było kanonadę ze strzelb, petard, armatek i moździerzy, a cały ten harmider ma budzić świat do życia. W niektórych parafiach rezurekcja rozpoczyna się po Liturgii Światła w Wigilię Paschalną.
Mszę poprzedza uroczysta procesja z Najświętszym Sakramentem. Rozpoczyna się przy znajdującym się w kościele symbolicznym Grobie Pańskim, przy którym ksiądz śpiewem oznajmia zmartwychwstanie Chrystusa. Następnie, niosąc monstrancję z Hostią kapłan prowadzi procesję dookoła kościoła, przy którym dawniej tradycyjnie usytuowany był cmentarz, aby również zmarłym ogłosić zmartwychwstanie. W procesji niesiona jest również figura Chrystusa Zmartwychwstałego. Na początku mszy wznoszony jest okrzyk radości Alleluja (z hebr. Wychwalajcie Jahwe), będący przyśpiewem w pieśniach wielkanocnych. Oznaką radości są również używane w okresie wielkanocnym pozdrowienia: Chrystus zmartwychwstał z odpowiedzią: Zmartwychwstał prawdziwie lub Prawdziwie powstał.
W polskim zwyczaju, po porannej rezurekcji rodzina zasiada do uroczystego śniadania wielkanocnego, które rozpoczyna się składaniem życzeń i dzieleniem się święconką z koszyczka. Na stołach znajdują się jajka, wędliny, wielkanocne baby i mazurki. Stoły zdobione są bukietami z bazi i pierwszych wiosennych kwiatów. W niektórych regionach, np. na Śląsku, rodzice chowali w domu lub w ogrodzie koszyczki ze słodyczami, prezenty od wielkanocnego zajączka, na poszukiwanie których wyruszały dzieci. Zwyczaj ten obecnie rozpowszechnił się w formie obdarowywania się w tym dniu drobnymi upominkami, tzw. zajączkami.
Niedziela, podobnie jak i poniedziałek, są w Polsce dniami wolnymi od pracy. Tradycyjnie spędza się je w domu, w gronie rodzinnym.
Reliktem Dziadów wiosennych, kultywowanych wśród Litwinów, Białorusinów, Serbów i Rosjan, jest obchodzona w Krakowie we wtorek po Wielkanocy Rękawka.

## Zwyczaje wielkanocne w innych krajach
Wielkanoc jest obchodzona także w innych krajach. W Hiszpanii tak jak w Polsce jest to najważniejsze święto chrześcijańskie w roku. W tym dniu odbywają się widowiska pasyjne. We Włoszech z okazji świąt wielkanocnych zamiast śniadania obchodzony jest uroczysty obiad. Wielkanoc obchodzą także Niemcy, gdzie najważniejszym symbolem jest zając.

## Wyznania chrześcijańskie nieobchodzące Wielkanocy
Niektóre wyznania chrześcijańskie nie świętują Wielkanocy. Świadkowie Jehowy uważają, że Jezus nakazał swoim naśladowcom obchodzenie tylko jednego święta, tj. rocznicy Wieczerzy Pańskiej, nazywanej Pamiątką śmierci Jezusa Chrystusa, która przypada wiosną, w dniu odpowiadającym 14 nisan według biblijnego kalendarza księżycowego. Świadkowie Jehowy twierdzą, że chrześcijanie nie powinni obchodzić Wielkanocy, ze względu na związane z nią zwyczaje, wywodzące się ze starożytnych pogańskich obrzędów płodności. Świąt Wielkanocnych nie obchodzi też Chrześcijańska Wspólnota Zielonoświątkowa, Odrodzony Kościół Boży, Kościół Adwentystów Dnia Siódmego (choć nie ma jednoznacznie negatywnego stosunku, względem tego święta) i inni.

## Galeria

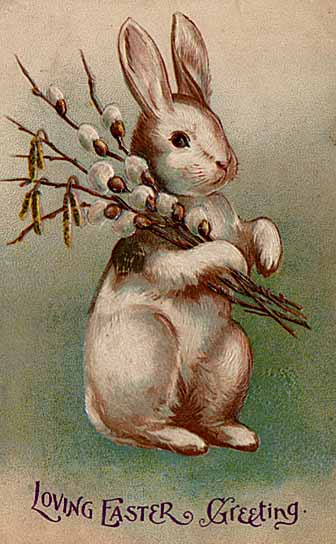
Wielkanocna kartka pocztowa: zając wielkanocny trzymający pęk gałązek wierzby (widoczne bazie i pąki)
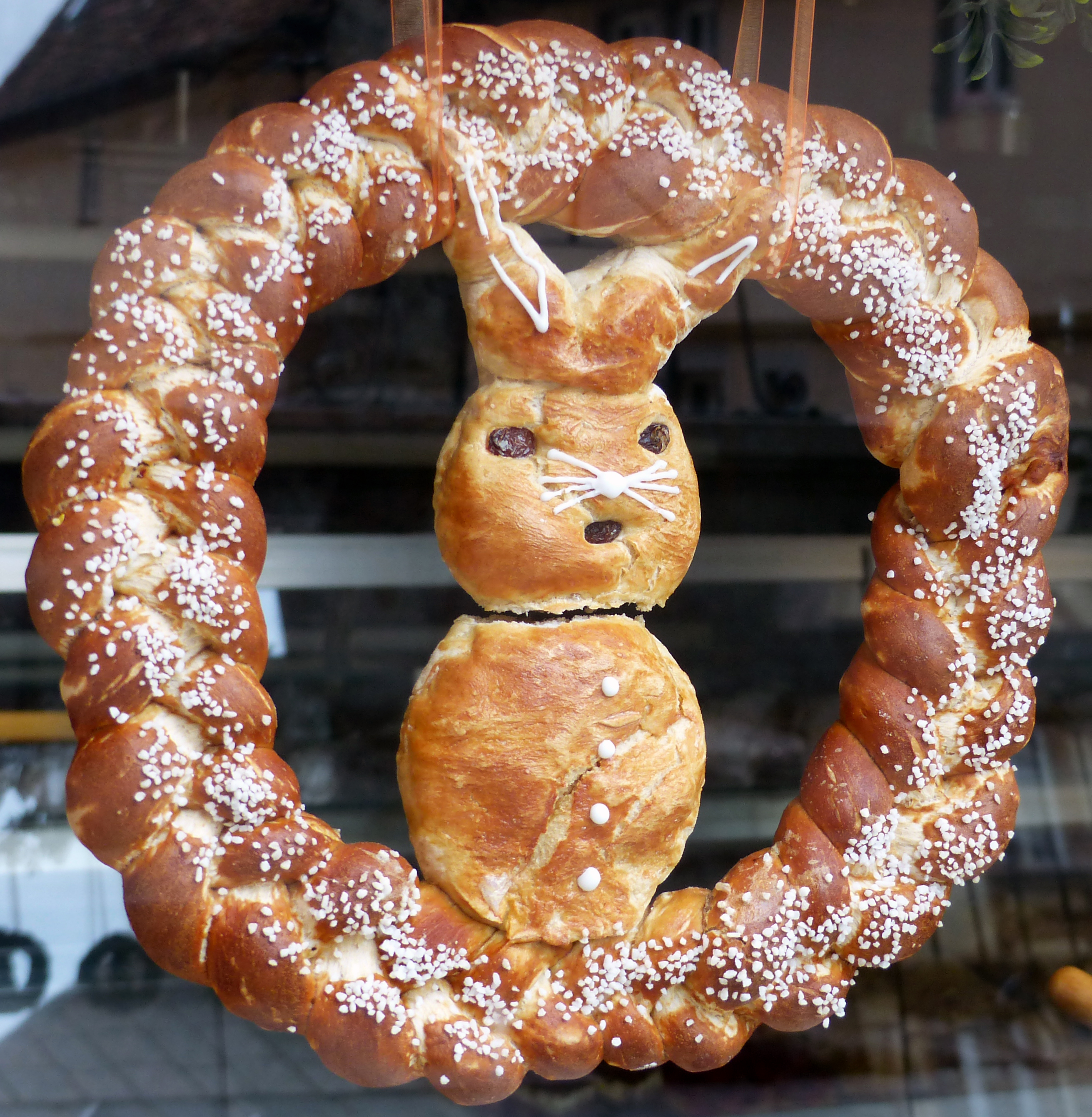
Zając wielkanocny z pieczywa
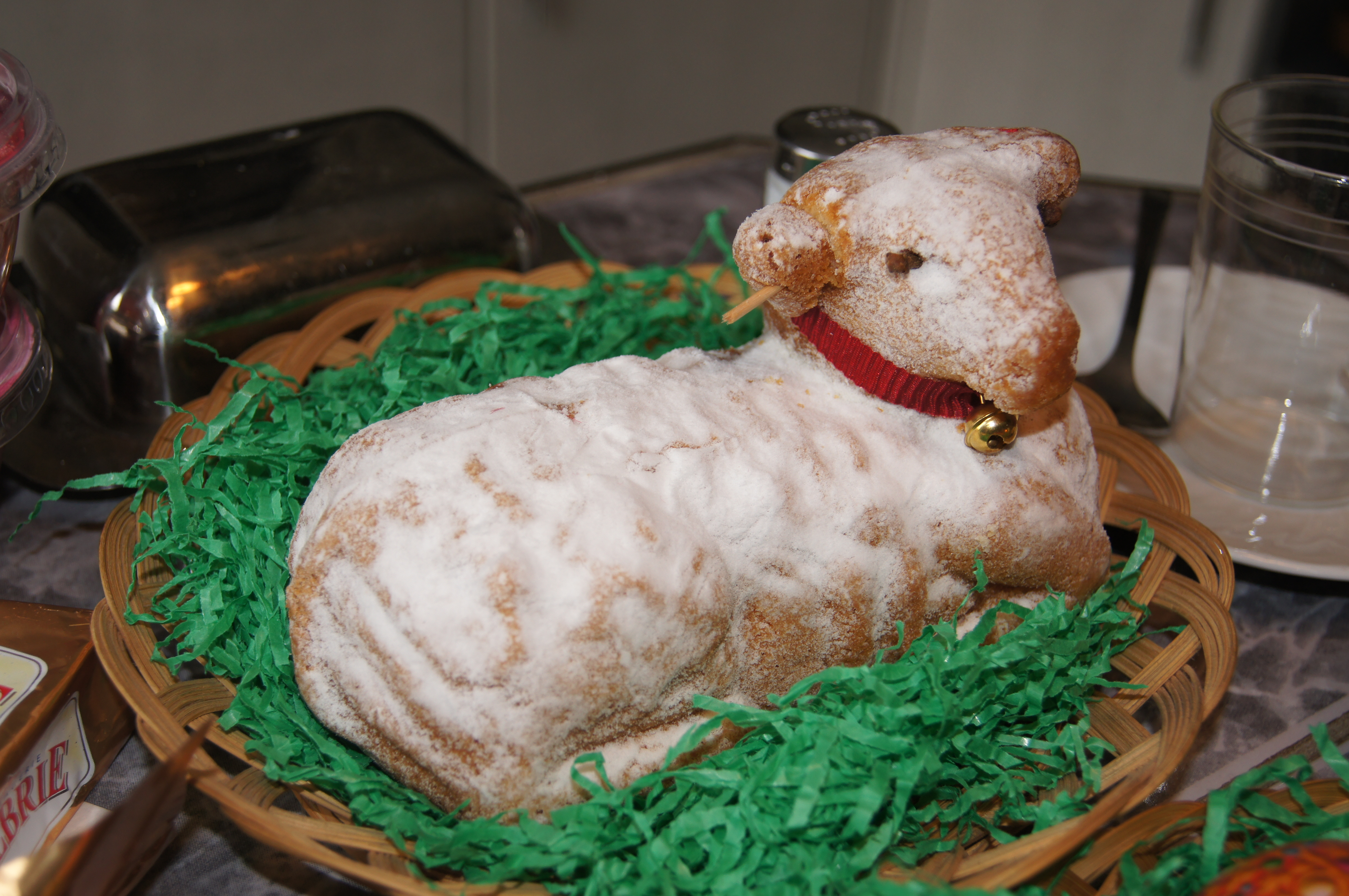
Baranek z ciasta
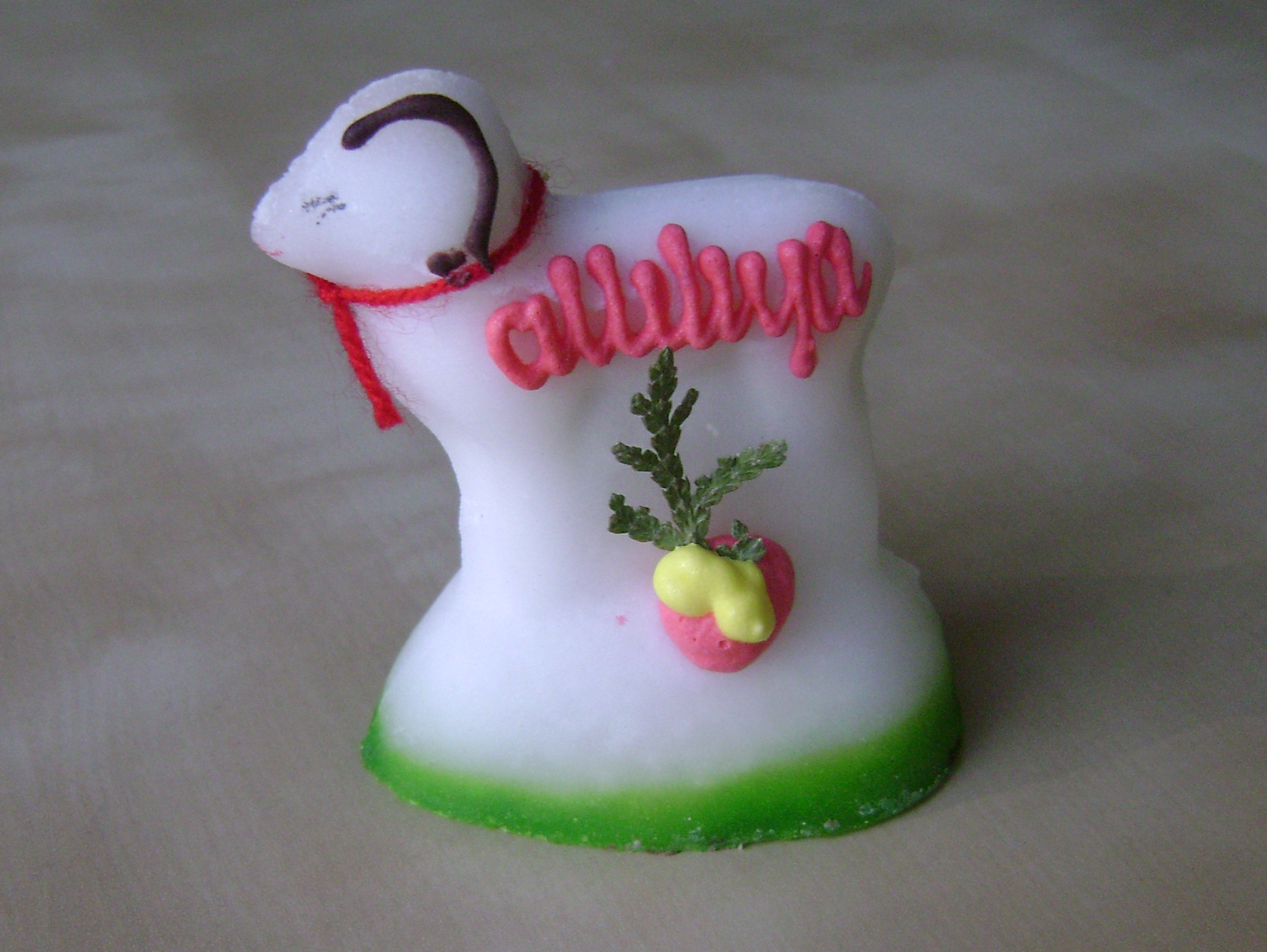
Cukrowy baranek z napisem alleluja
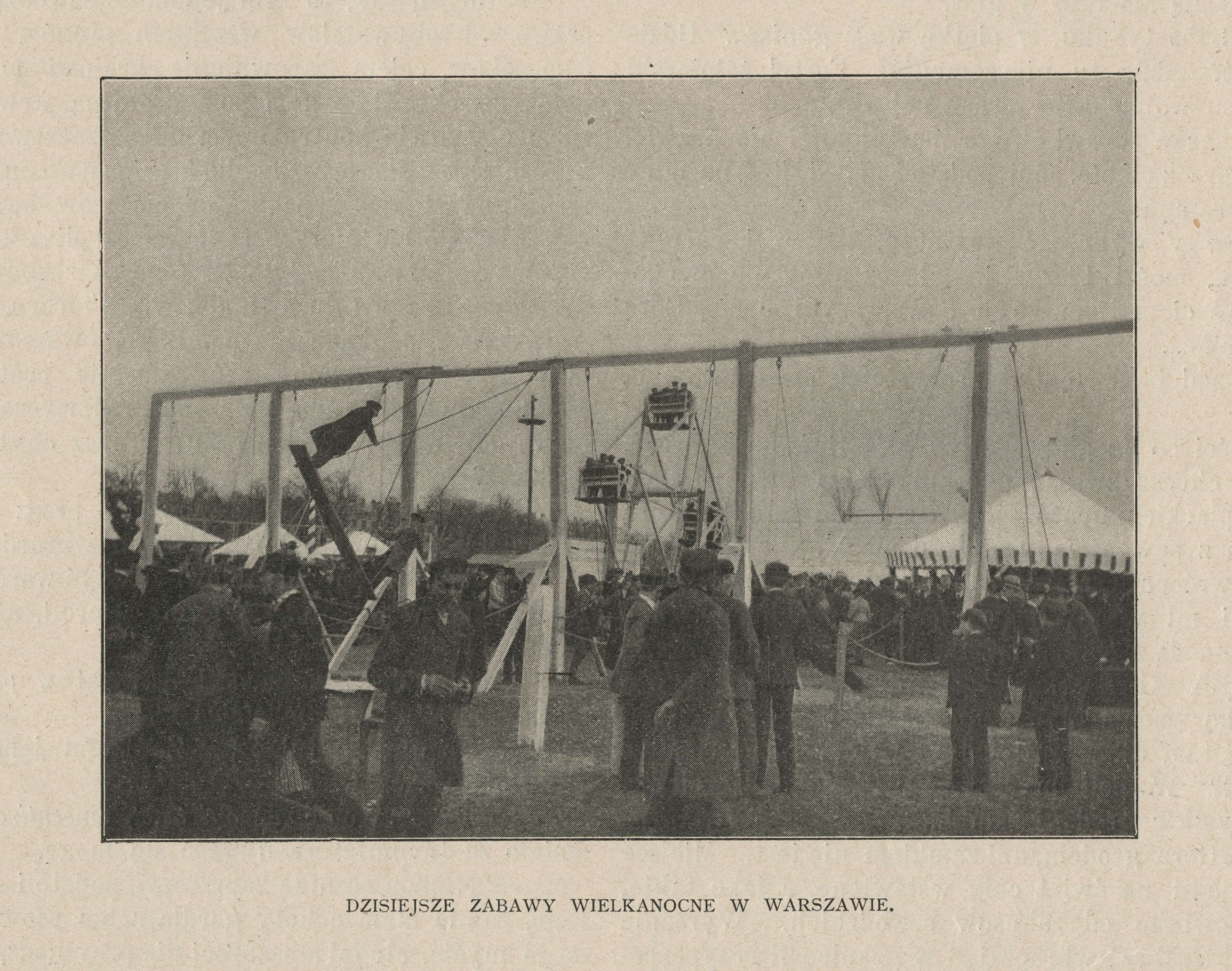
Zabawy wielkanocne w Warszawie, 1903 r.
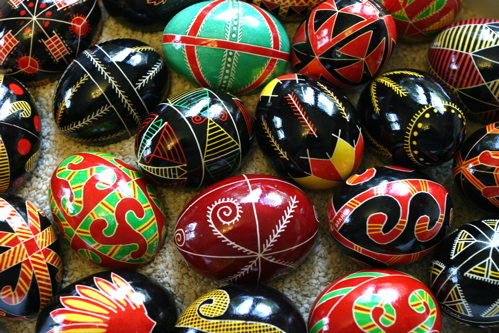
Pisanki – Wołyń
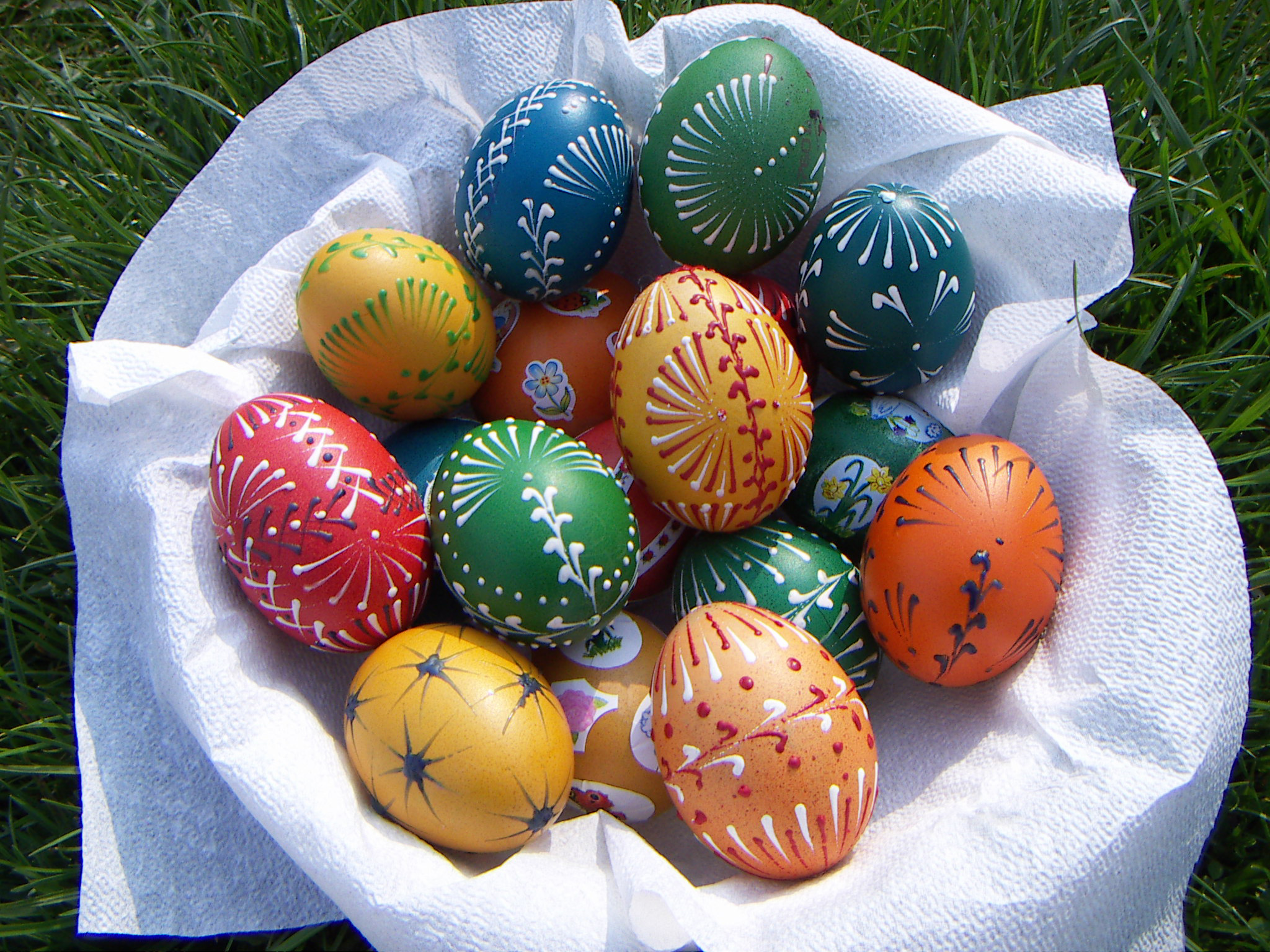
Pisanki z Kraslic